# Televiziunea Română

Logo stacij TVR

Televiziunea Română (zwyczajowo skracane do TVR), oficjalnie Societatea Română de Televiziune – państwowa telewizja publiczna działająca w Rumunii. Obsługuje dziewięć kanałów: TVR1, TVR2, TVR3, TVR Info, TVR Cultural, TVR Folclor, TVR Sport, TVRi i TVR Moldova, wraz z sześcioma studiami regionalnymi w Bukareszcie, Kluż-Napoce, Iași, Timișoarze, Krajowej i Târgu Mureș.
Ogólnokrajowy zasięg TVR1 wynosi 99,8%, a TVR2 – 91%. Wszystkie pozostałe kanały i sieci obejmują tylko obszary gęsto zaludnione. Mimo że nie ma największej widowni (Pro TV i Antena 1 konsekwentnie uzyskują wyższe oceny w segmencie rynku), TVR oferuje szerszą gamę usług, w tym transmisje internetowe i oglądanie międzynarodowe.
Pierwszy oficjalny program nadany został 31 grudnia 1956 roku ze studia przy ulicy Moliera 2. Wiadomości przedstawił dziennikarz Alexandru Stark, potem nadano film „Burzliwa noc” i przemówienie noworoczne premiera Petru Grozy.
Od 3 listopada 2019 kanały TVR1 i TVR2 są nadawane w rozdzielczości HD.
Do 2017 roku telewizja TVR finansowana była z obowiązkowego abonamentu i reklam. Obecnie finansuje ją rumuński rząd.

## Główne kanały

### Istniejące
- TVR1[5]
- TVR2[5]
- TVR3[5]
- TVR Moldova[5] (od 1 grudnia 2013)
- TVR i[5] (TVR Internațional)
- TVR Info
- TVR Cultural
- TVR Folclor
- TVR Sport

### Nieistniejące
- TVR Cultural[5] – w latach 2002–2012
- TVR News[5] (wcześniej jako TVR Info) – od 31 grudnia 2008 do 2015 z przerwą od 15 sierpnia do 15 listopada 2012
- TVR HD[5] – od 1 czerwca 2008 do 3 listopada 2019. Został zastąpiony przez TVR1 HD i TVR2 HD[6].

## Studia regionalne
- TVR București (Bukareszt)
- TVR Timișoara[5] (Timișoara)
- TVR Cluj[5] (Kluż)
- TVR Iași[5] (Jassy)
- TVR Craiova[5] (Krajowa)
- TVR Târgu Mureș[5] (Târgu Mureș)

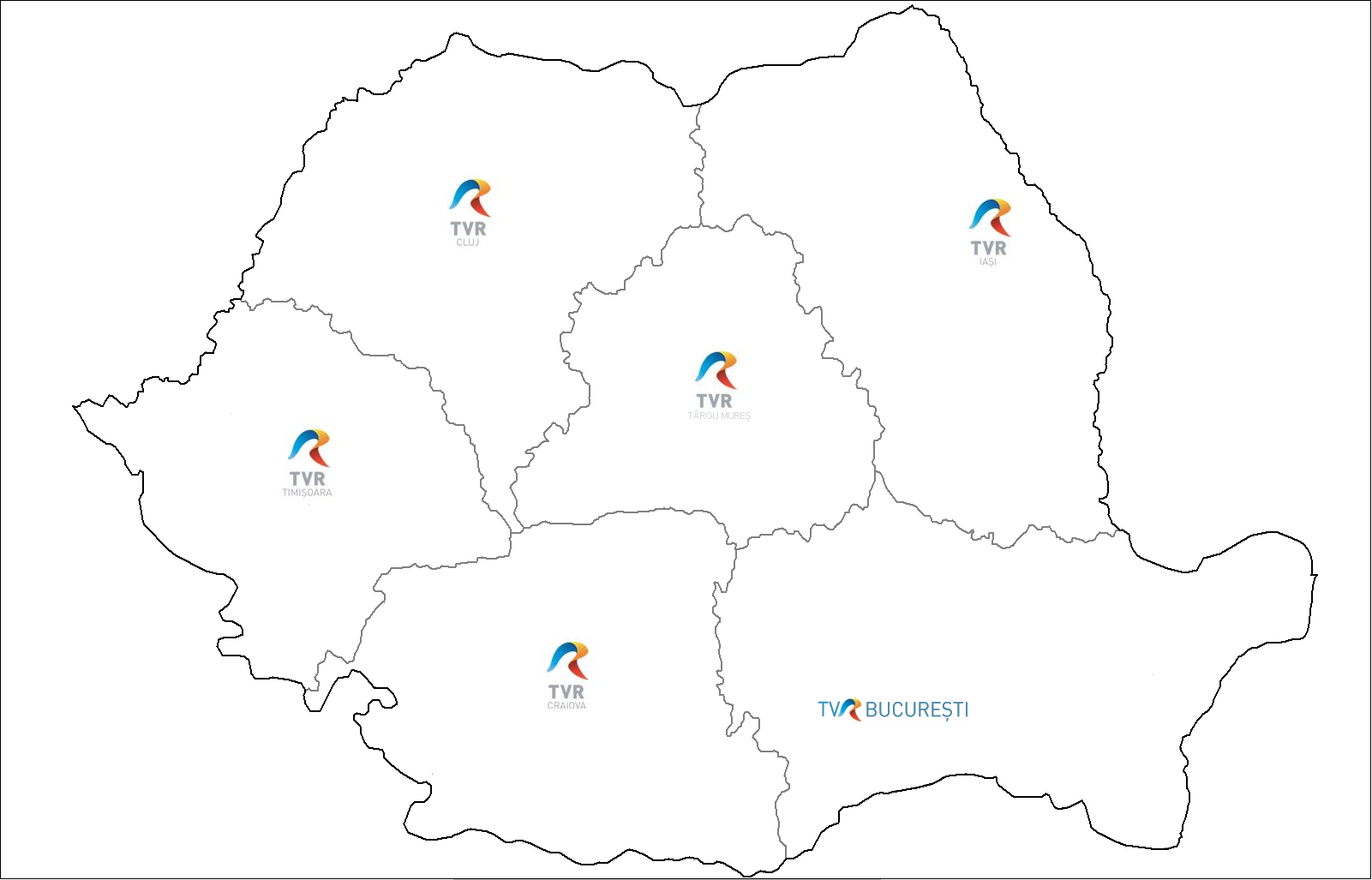
Obszary regionalnych kanałów TVR

Programy ośrodków lokalnych nadawane są w tzw. paśmie rozłącznym na antenie TVR 3, codziennie w godzinach 16.30 – 18.30 czasu wschodnioeuropejskiego. Głównym programem pasm lokalnych jest Jurnal Regional (Dziennik Regionalny), emitowany w poszczególnych oddziałach wraz z serwisem sportowym i prognozą pogody o godz. 18.00. Pozostałą część czasu antenowego wypełniają transmisje z lokalnych wydarzeń kulturalnych, programy publicystyczne i in., określane wspólnym tytułem Autostrada TVR.